# Sint-Niklaaskerk (Ciney)

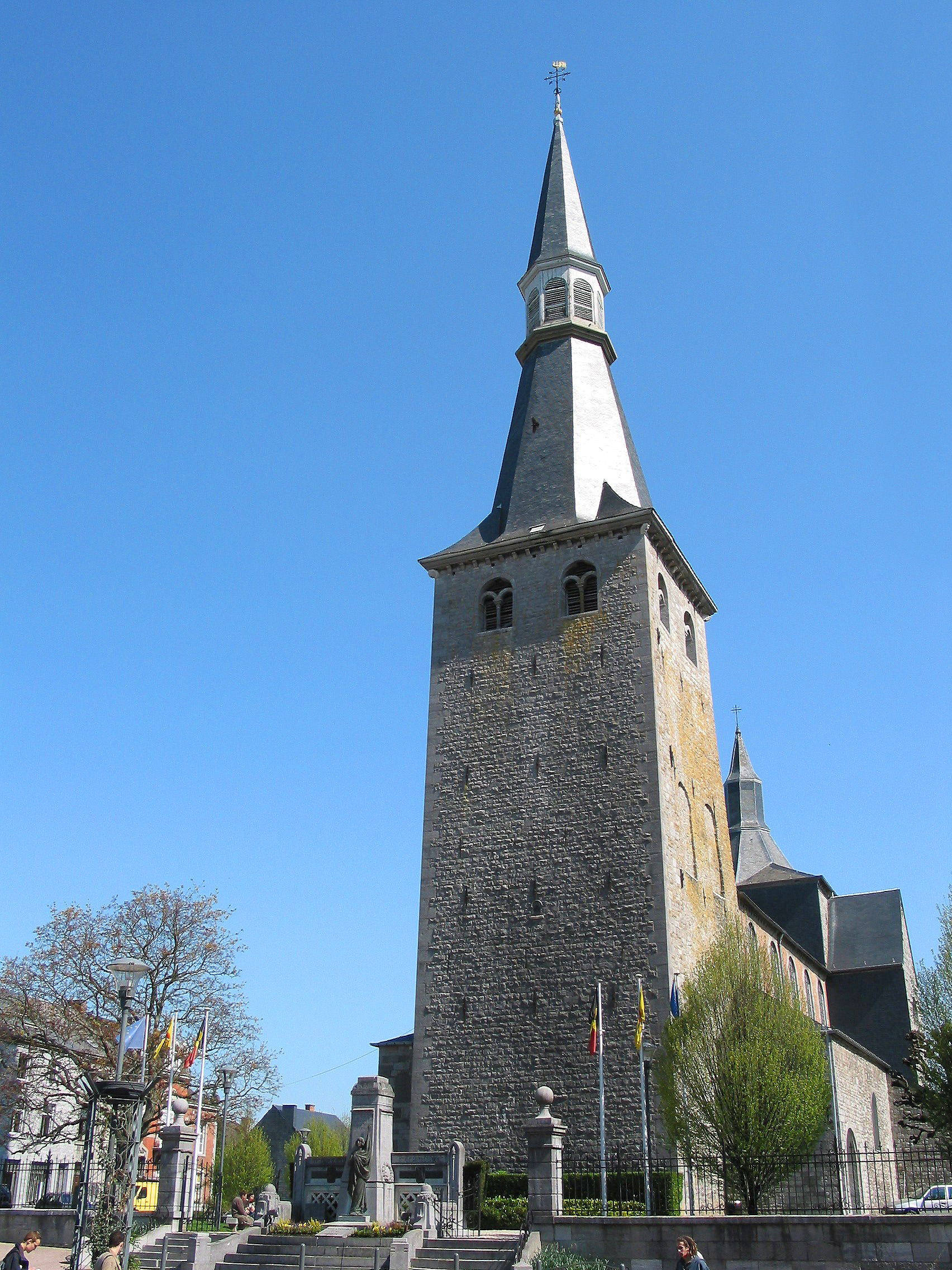
Vooraanzicht van de romaanse toren in 2005. De achthoekige spits is meermaals vernield (bij aanvallen, onweders, windhozen...) en herbouwd.

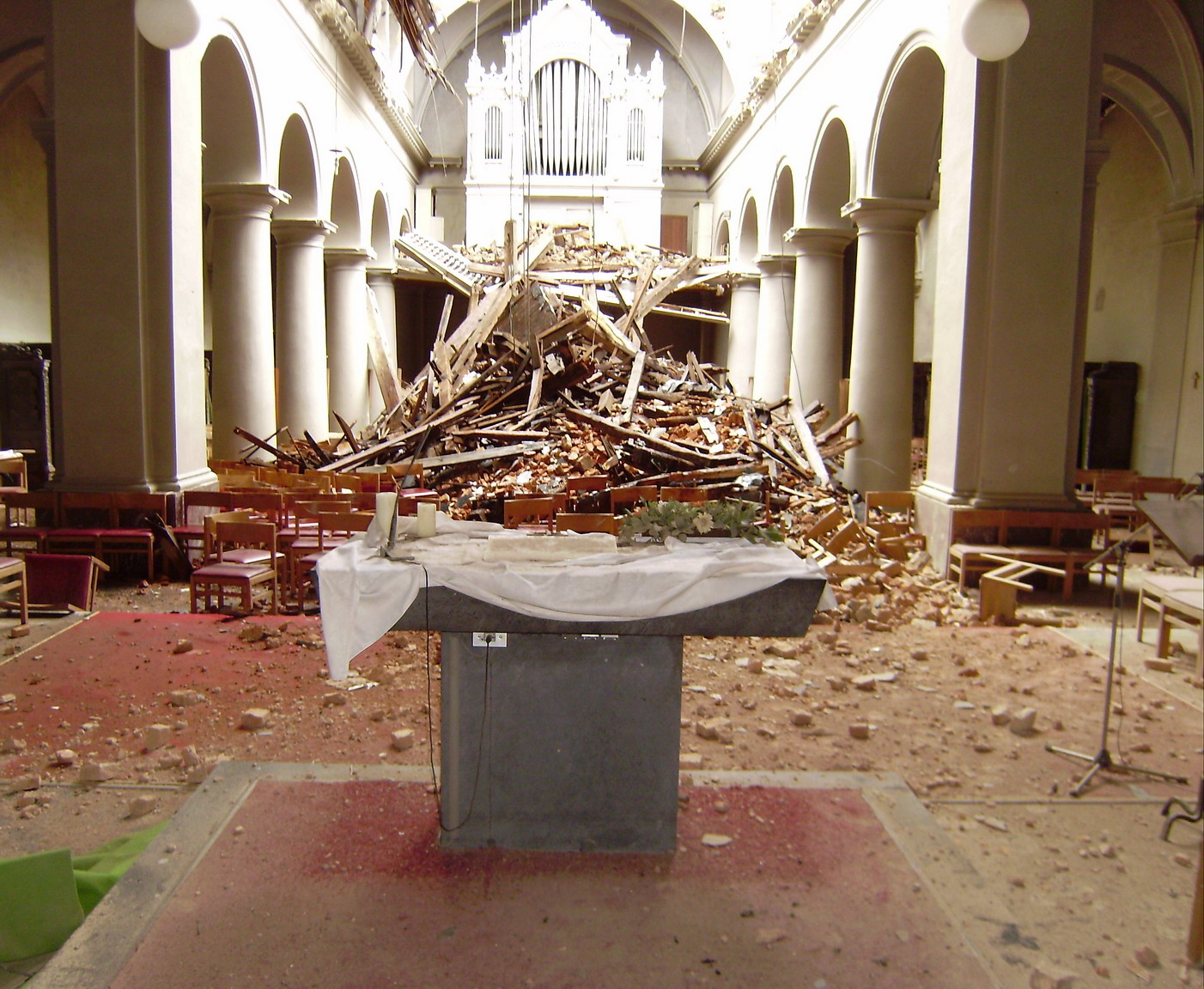
Stormschade in 2010: het ingestorte dak

De Saint-Nicolas de Ciney, ook Collégiale Notre-Dame, is een kerk in de Belgische stad Ciney. Het gebouw is beschermd in 1931 (toren) en 1949 (kerk).

## Geschiedenis
De kerk in het centrum van Ciney (op de Place Monseu) vormt het meest imposante historische gebouw van de Condroz. Ze werd gesticht vóór de 9e eeuw door kanunniken afhangend van het Luikse Sint-Lambertuskapittel. Dankzij hun aanwezigheid (klooster, gasthuis, school) groeide Ciney uit tot een beduidende plaats. In de Franse tijd werd het sticht opgeheven (1796) en kreeg de Collégiale Notre-Dame (zoals ze tot dan heette) een nieuwe patroonheilige in de persoon van Nikolaas van Myra.
Het huidige gebouw is herhaaldelijk uitgebreid en verbouwd. De oudste gedeelten zijn de romaanse toren en de driebeukige crypte uit de 11e eeuw. De machtige muren van de toren wijzen op een verdedigingsfunctie. Bij aanvallen op Ciney in 1149 en 1195 werd de kerk telkens in de as gelegd. Dat gebeurde ook in de zogenaamde koe-oorlog (1275-78). De inwoners, die hun toevlucht hadden gezocht in het gebedshuis, kwamen toen om in de vlammen. Tegen de overeind gebleven toren werd enkele jaren later een nieuw kerkschip aangebouwd. Na de passage van een orkaan in 1613 moest het opnieuw worden vervangen (1618-20). Met het puin werd de crypte opgevuld.
Het interieur werd in 1791 uniform bepleisterd door Domenico Perugini. Een grondige verbouwing vond plaats in 1843 en een polychromage in 1886. Bij een restauratie in 1908 werd de westgevel van de toren herbouwd en in 1928 werd de crypte terug vrijgemaakt, waarbij een merovingische sarcofaag werd aangetroffen. Een grondige renovatie vond plaats in 1975-76.
Een tornado richtte in 2010 grote schade aan: de in 1976 nog gereconstrueerde torenspits werd afgerukt en viel door het schipdak. Herstelling en restauratie waren in 2018 voltooid.

## Kerkkunst
In de kerk zijn verschillende oude grafstenen te zien. Tot de mooiste stukken behoren voorts:
- Een Doornikse doopvont (12e eeuw)
- Een Sint-Elooisretabel (ca. 1591-1610)
- Een Maria-Tenhemelopneming van Bertholet Flémal (ca. 1650-75)
- Twee barokke beelden in beschilderd hout, Jozef met kind en Maria met kind (toegeschreven aan Arnold Hontoire, ca. 1700-09)
- Zes gesculpteerde koorstoelen met misericordes